# Darcythompsonia inopinata
Darcythompsonia inopinata is een eenoogkreeftjessoort uit de familie van de Darcythompsoniidae. De wetenschappelijke naam van de soort is voor het eerst geldig gepubliceerd in 1934 door Smirnov.